# Беляевский район (Оренбургская область)
Беля́евский райо́н — административно-территориальная единица (район) и муниципальное образование (муниципальный район) в центральной части Оренбургской области России.
Административный центр — село Беляевка, расположенное на расстоянии 110 км от Оренбурга.

## География
Район расположен в центральной части Оренбургской области и граничит: на севере с Саракташским, на западе с Оренбургским и Соль-Илецким районами, на юге с Акбулакским районом и Республикой Казахстан, на востоке с Кувандыкским районом. Площадь территории района — 3688 км².
Главная река: Урал. Наиболее крупные притоки: Уртабуртя и Буртя.

### Заповедники
На территории Бурлыкского сельсовета находится участок Оренбургского заповедника — Буртинская степь, созданный для охраны редких и исчезающих видов.
В 1998 году памятником природы была признана располагающаяся в 3 км к западу от села Донского гора Верблюжка (Дюятаж) — трёхглавый холм-останец с высшей отметкой 329,4 м, возвышающийся над урезом Урала на 198 м.
Степная растительность, покрывающая вершины и склоны горы Верблюжки, состоит из характерных петрофитов, в том числе кальцефитов. Среди них немало реликтов и эндемиков. Здесь произрастают хвойник двухколосковый, клаусия солнцепечная, оносма простейшая, овсец пустынный, копеечник крупноцветковый, тимьян губерлинский и другие.

## История
Район был образован 30 мая 1927 года как Буртинский район.
Район развивался во многом благодаря программе освоения целины. Такие села, как Карагач, Междуречье, Васильевка, были основаны в 1950-е годы как пункты переработки зерна.
В 1963 году район был упразднен, его территория была присоединена к Саракташскому району. В 1966 году образован Беляевский район.

## Население
| 2002    | 2003    | 2004    | 2009    | 2010    | 2012    | 2013    | 2014    | 2015    |
| ------- | ------- | ------- | ------- | ------- | ------- | ------- | ------- | ------- |
| 20 108  | ↘20 100 | ↘19 900 | ↘19 376 | ↘17 074 | ↘16 775 | ↘16 538 | ↘16 427 | ↘16 238 |
| 2016    | 2017    | 2018    | 2019    | 2020    | 2021    |         |         |         |
| ↘16 047 | ↘15 915 | ↘15 706 | ↘15 389 | ↘14 982 | ↘13 808 |         |         |         |

## Территориальное устройство
Беляевский район как административно-территориальная единица области включает 10 сельсоветов и 1 поссовет. В рамках организации местного самоуправления Беляевский муниципальный район включает соответственно 11 муниципальных образований со статусом сельских поселений (сельсоветов/поссоветов):
| №  | Муниципальное образование | Административный центр | Количество населённых пунктов | Население (чел.) | Площадь (км²) |
| -- | ------------------------- | ---------------------- | ----------------------------- | ---------------- | ------------- |
| 1  | Белогорский сельсовет     | посёлок Белогорский    | 4                             | ↘1286            | 430,22        |
| 2  | Беляевский сельсовет      | село Беляевка          | 2                             | ↘4707            | 262,95        |
| 3  | Бурлыкский сельсовет      | посёлок Бурлыкский     | 4                             | ↘1035            | 498,32        |
| 4  | Буртинский сельсовет      | посёлок Буртинский     | 4                             | ↘1163            | 509,55        |
| 5  | Днепровский сельсовет     | село Днепровка         | 2                             | ↘847             | 193,30        |
| 6  | Донской сельсовет         | село Донское           | 2                             | ↘627             | 269,30        |
| 7  | Дубенский поссовет        | посёлок Дубенский      | 1                             | ↗343             | 8,46          |
| 8  | Карагачский сельсовет     | посёлок Карагач        | 2                             | ↘835             | 366,96        |
| 9  | Ключёвский сельсовет      | село Ключёвка          | 4                             | ↘1363            | 361,30        |
| 10 | Крючковский сельсовет     | село Крючковка         | 4                             | ↘2083            | 428,25        |
| 11 | Раздольный сельсовет      | село Междуречье        | 3                             | ↗441             | 359,20        |

### Населённые пункты
В Беляевском районе 32 населённых пункта.
| №  | Населённый пункт | Тип     | Население | Муниципальное образование |
| -- | ---------------- | ------- | --------- | ------------------------- |
| 1  | Алабайтал        | село    | 481       | Белогорский сельсовет     |
| 2  | Андреевка        | село    | 122       | Ключёвский сельсовет      |
| 3  | Белогорский      | посёлок | 619       | Белогорский сельсовет     |
| 4  | Беляевка         | село    | ↘4473     | Беляевский сельсовет      |
| 5  | Блюменталь       | село    | 250       | Ключёвский сельсовет      |
| 6  | Буранчи          | село    | 411       | Крючковский сельсовет     |
| 7  | Бурлыкский       | посёлок | 679       | Бурлыкский сельсовет      |
| 8  | Буртинский       | посёлок | 992       | Буртинский сельсовет      |
| 9  | Васильевка       | село    | 177       | Карагачский сельсовет     |
| 10 | Верхнеозёрное    | село    | 245       | Донской сельсовет         |
| 11 | Воздвиженка      | посёлок | 0         | Раздольный сельсовет      |
| 12 | Вторая Пятилетка | посёлок | 8         | Белогорский сельсовет     |
| 13 | Гирьял           | село    | 441       | Белогорский сельсовет     |
| 14 | Днепровка        | село    | 875       | Днепровский сельсовет     |
| 15 | Донское          | село    | 502       | Донской сельсовет         |
| 16 | Дубенский        | посёлок | ↗343      | Дубенский поссовет        |
| 17 | Жанаталап        | село    | 365       | Беляевский сельсовет      |
| 18 | Карагач          | посёлок | 760       | Карагачский сельсовет     |
| 19 | Кзылжар          | село    | 32        | Днепровский сельсовет     |
| 20 | Ключёвка         | село    | 820       | Ключёвский сельсовет      |
| 21 | Красноуральск    | село    | 234       | Бурлыкский сельсовет      |
| 22 | Крючковка        | село    | 1167      | Крючковский сельсовет     |
| 23 | Листвянка        | посёлок | 221       | Бурлыкский сельсовет      |
| 24 | Междуречье       | село    | 424       | Раздольный сельсовет      |
| 25 | Новая Воротовка  | посёлок | 2         | Буртинский сельсовет      |
| 26 | Новоорловка      | посёлок | 178       | Бурлыкский сельсовет      |
| 27 | Рождественка     | село    | 332       | Крючковский сельсовет     |
| 28 | Сазан            | посёлок | 162       | Буртинский сельсовет      |
| 29 | Старицкое        | село    | 427       | Ключёвский сельсовет      |
| 30 | Херсоновка       | село    | 344       | Крючковский сельсовет     |
| 31 | Хлеборобное      | посёлок | 91        | Раздольный сельсовет      |
| 32 | Цветочное        | село    | 294       | Буртинский сельсовет      |

## Экономика
Экономика района сельскохозяйственного направления. Сельхозугодий — 318,8 тыс. га:
- 152,5 тыс. га — пашни;
- 29,3 тыс. га — сенокосы;
- 136,9 тыс. га — пастбища.

В 2015 году запущен завод «Волма-Оренбург». Завод построен в карьере гипсового камня. Объём инвестиций составил 1,5 млрд рублей. В районе было создано 150 рабочих мест.